# Szunai járás

A Szunai járás a Kirovi területen

A Szunai járás (oroszul Сунский район) Oroszország egyik járása a Kirovi területen. Székhelye Szuna.

## Népesség
- 1989-ben 10 150 lakosa volt.
- 2002-ben 8 636 lakosa volt.
- 2010-ben 6 784 lakosa volt, melyből 6 477 orosz, 66 mari, 52 ukrán.